# Johann Gasser (Industrieller)

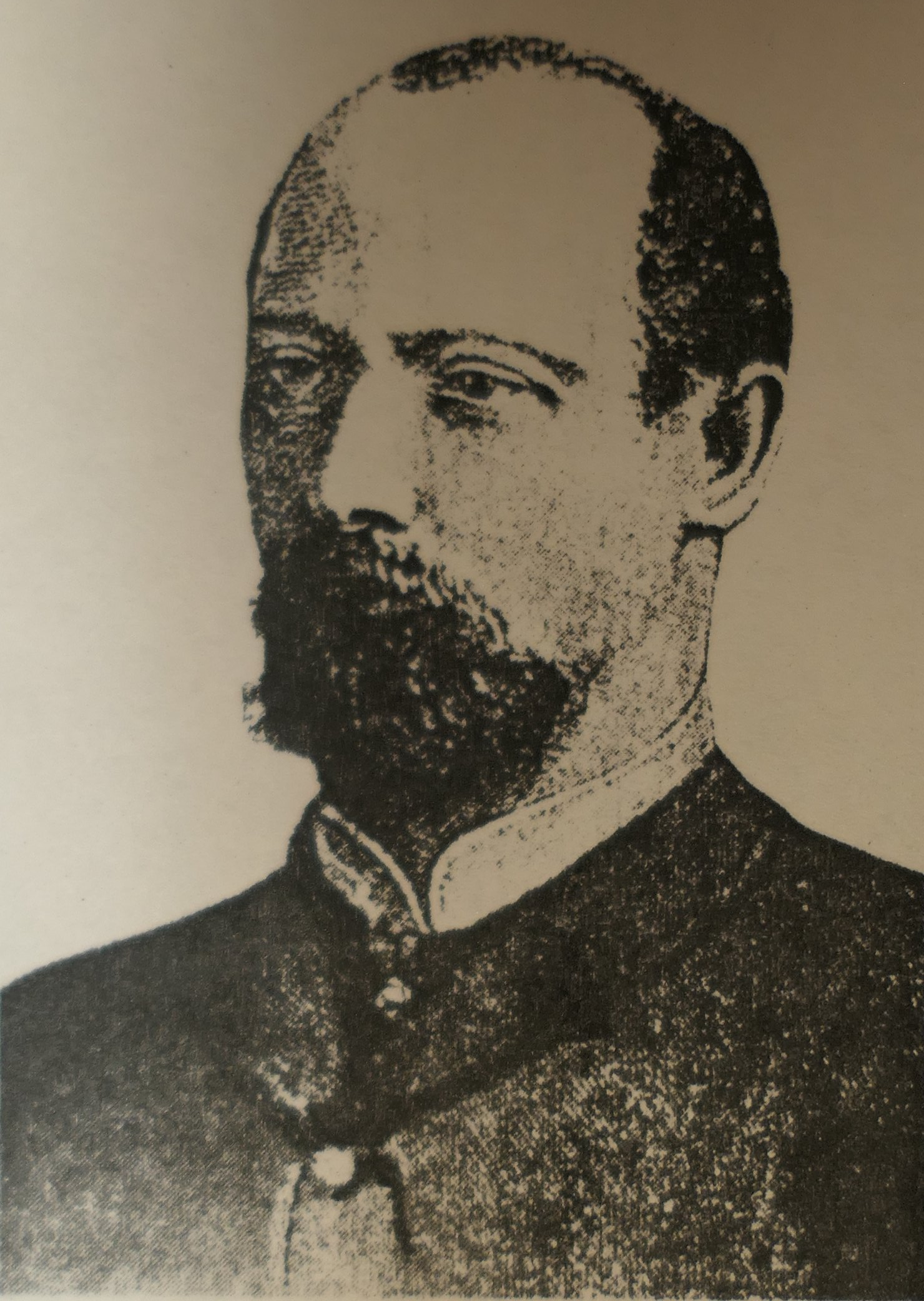
Johann Gasser (Bezirksmuseum Ottakring)

Johann Gasser (* 18. Mai 1847 in Spittal an der Drau, Kärnten; † 16. Juli 1896 in St. Pölten, Niederösterreich) war gelernter Büchsenmacher, Fabrikant in Wien und St. Pölten, k.u.k. Hof- und Armeelieferant, sowie Gemeinderat in Ottakring. In St. Pölten erinnert die Johann-Gasser-Straße noch an sein Wirken in dieser Stadt.

## Biographie
Johann Gasser wurde als Sohn des Büchsenmachers Johann Gasser aus Waisach in Kärnten und dessen Ehefrau Catharina (geb. Brunner) in Spittal an der Drau Nr. 135 geboren. Er erlernte wie sein Vater und auch seine beiden Brüder Leopold Gasser (1836–1871) und Michael Gasser (1848–1905) das Handwerk des Büchsenmachers. Leopold Gasser betrieb seit 1862 eine Büchsenmacherei in Ottakring, Feßtgasse Nr. 11 (Konskriptionsnummer 517), in welche Johann Gasser um das Jahr 1864 eintrat.

### Die Zeit der Zusammenarbeit der Brüder Gasser
Im August 1869 beschäftigte die „Gasser Fabrik“ in Ottakring 200 Arbeiter, die damals in der Woche 100 Revolver erzeugten. Mit einer großen Feier im Festsaal des Brauhauses (Ottakringer Brauerei) wurde im August 1869 die Herstellung des zehntausendsten „Gasser Revolver“ gefeiert. Dieser zehntausendste Revolver war ein besonderes Prunkstück und wurde dem Firmeninhaber Leopold Gasser mit einer Widmung übergeben. Am 28. November 1869 bekam Leopold Gasser das Privileg (Patent) auf die Erfindung einer Verbesserung der Revolver und Karabiner Militärpatronen mit Zentralzündung. Am 2. März 1870 gründete Leopold Gasser die Einzelfirma Leopold Gasser (Büchsenmacherei), Feßtgasse 11 in Ottakring. Am 14. August 1870 wurde der „Gasser Revolver“ zur Bewaffnung der k.u.k. Armee sanktioniert. Ohne ein Testament zu hinterlassen, verstarb Leopold Gasser am 9. Jänner 1871 in Ottakring.

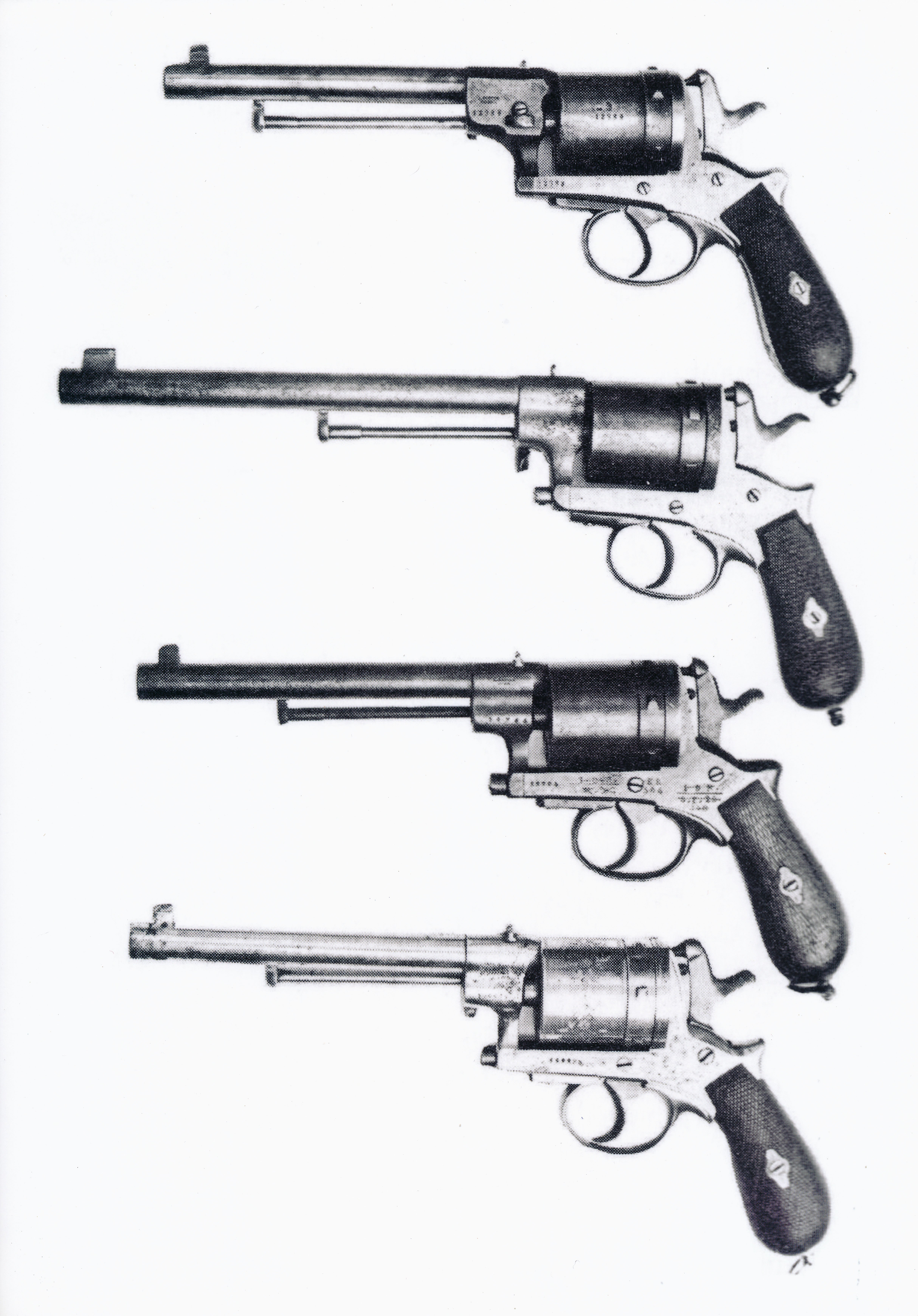
Gasser Revolver (Werbefoto) (Bezirksmuseum Ottakring)

### Weiterführung der „Leopold Gasser Fabrik“ und Gründung der Firma „Rast & Gasser“ in Ottakring
Die Witwe von Leopold Gasser, Leopoldine Gasser, führte nach dessen Tod mit ihrem Schwager Johann Gasser die Firma weiter. 1872 heiratete Johann Gasser seine Schwägerin Leopoldine Gasser. Die Einzelfirma „Leopold Gasser“ wurde am 1. Juli 1872 gelöscht, und gleichzeitig gründeten Johann und Leopoldine Gasser eine „Offene Gesellschaft“ mit Beibehaltung des Firmennamens „Leopold Gasser“.
Der Firma „Leopold Gasser“ wurde am 21. März 1873 der Titel k.u.k. Hof- und Armee-Gewehr- und Revolver-Fabrikant verliehen. Am 1. April 1873 eröffnete Johann Gasser im Wiener 1. Bezirk auf dem Kärntner Ring Nr. 1 eine Verkaufsniederlassung. Zu dieser Zeit konnte die Firma Gasser bei Ausschöpfung der vorhandenen Betriebsmittel jährlich 100.000 Revolver und 45.000 Stück Jagd- und Scheibengewehre fertigen. Seit 1873/74 wurden die „Gasser Revolver“ auch in einige Balkanländer, vornehmlich Montenegro, sowie in das Osmanische Reich exportiert. 1874 wurden die Erfahrungen der österreichisch-ungarischen k.u.k. Armee durch den Truppengebrauch des Revolvers M1870 zu Verbesserungen herangezogen, was zum Modell 1870/74 führte.
1878 wechselte die Wiener Verkaufsniederlassung vom Kärntner Ring Nr. 1 auf den Kohlmarkt Nr. 8. Im selben Jahr übernahm Nathan Schuk, königlicher Hoflieferant, in Budapest, Königsgasse Nr. 1, den Vertrieb der Gasser Produkte in dieser Stadt.
Johann Gasser und August Rast (1846–1922) gründen am 1. Jänner 1884 die Offene Gesellschaft Rast & Gasser zum Zwecke des Nähmaschinenbaues in der „Gasser Fabrik“, Feßtgasse Nr. 17 in Ottakring. Das Vertretungsrecht für diese Firma wurde Johann Gasser zugestanden. Am 11. Oktober 1886 tritt Johann Gasser als Gesellschafter der Firma Rast & Gasser zurück, und sein jüngerer Bruder Michael Gasser (30. September 1848 – 11. November 1905), Kaufmann in Ottakring, tritt als Gesellschafter in die Firma Rast & Gasser ein. August Rast bleibt weiterhin Gesellschafter dieser Firma und der Firmensitz wurde in die Lobenhauerngasse 13–15 nach Hernals verlegt.
Nach dem Tod von seiner Ehefrau Leopoldine im Jahre 1893 führte Johann Gasser die Firma als alleiniger Besitzer bis zu seinem Tod 1896 weiter. Der Nachlass wurde durch sein 1895 erstelltes Testament geregelt. Seine beiden minderjährigen Kinder Johann „Hans“ und Eugénie Gasser haben durch ihre gesetzlichen Vertreter im Jahre 1899 eine Offene Handelsgesellschaft zur fabriksmäßigen Waffenerzeugung in Wien-Ottakring, Feßtgasse 15 gegründet. Das alleinige Vertretungsrecht hatte Michael Gasser als Vormund des Johann „Hans“ Gasser, das 1903 gelöscht wurde. Im gleichen Jahr wurde die Firma „Leopold Gasser“ in Wien-Ottakring aufgelöst. Das Stadtgeschäft auf dem Kohlmarkt Nr. 8 wurde von Karl Hoffmann und Leopold Ullrich unter dem Namen „Leopold Gasser´s Nachfolger Hoffmann & Ullrich“ ab 1. April 1903 weiter geführt. Bereits 1904 verlässt Karl Hoffmann die Firma und Leopold Ullrich gründet das Einzelunternehmen „Leopold Gasser´s Nachfolger Leopold Ullrich“. Leopold Ullrich wechselt später den Standort des Geschäftes in die Habsburgergasse 2 und letztlich in die Sonnenfelsgasse 3. 1925 wird die Firma aufgelöst.

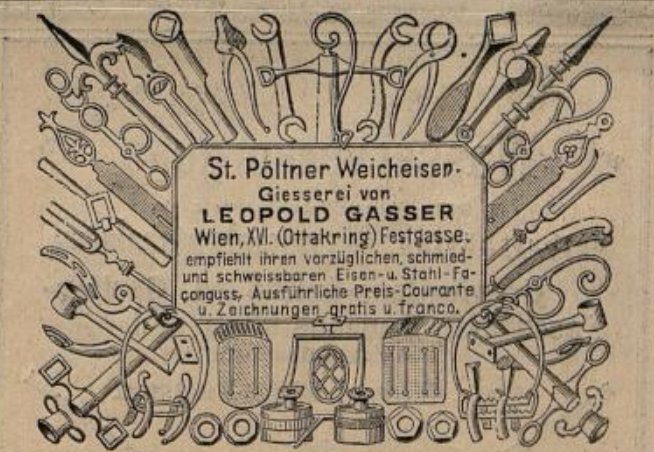
L. Gasser „St. Pöltner Weicheisen Gießerei“ (Produktwerbung 1893)

### Gründung der Zweigstelle „Weicheisengießerei St. Pölten“ (Leopold Gasser Fabrik)
Zu Beginn der 1870er Jahre erwarb Johann Gasser das Areal der ehemaligen Kattunfabrik in St. Pölten und errichtete dort ein Hammerwerk und eine Eisengießerei, die ebenfalls unter dem Firmennamen „Leopold Gasser“ geführt wurde. Am 30. Mai 1882 wird im Register für Gesellschaftsfirmen die Zweigstelle der Firma „Leopold Gasser“ in St. Pölten eingetragen. Johann und Leopoldine Gasser, Ottakring, wird beiden das Vertretungsrecht dieser Gesellschaft zugestanden.
Am 19. September 1893 verstirbt Leopoldine Gasser in St. Pölten. Johann Gasser wird am 23. Juli 1894 als alleiniger Eigentümer der Firma „Leopold Gasser“ mit Hauptniederlassung Feßtgasse Nr. 17 in Ottakring und der Zweigniederlassung in St. Pölten im Handelsregister für Gesellschaftsfirmen eingetragen.
Bei der Eröffnung des Kaiser Franz Josef Spitales in St. Pölten im Oktober 1895 besichtigte Kaiser Franz Josef I. die „L. Gasser Weicheisen- und Stahlgießerei“. Nachdem Johann Gasser 1896 verstorben war, wurde im Jahre 1899 die Einzelfirma „Leopold Gasser“ in St. Pölten gelöscht und am 15. Mai des gleichen Jahres eine Offene Gesellschaft zur fabriksmäßigen Waffenerzeugung gegründet. Gesellschafter waren die minderjährigen Kinder von Johann Gasser, Johann „Hans“ und Eugénie Gasser, vertreten durch ihre gesetzlichen Vormunde. Das alleinige Vertretungsrecht der Gesellschaft hatte der Vormund von Johann „Hans“ Gasser, Michael Gasser. 1903 erkrankte Michael Gasser schwer und im selben Jahr wurde die Firma verkauft.
Das Unternehmen wurde durch andere Besitzer und Gesellschaftsformen bis zum Jahre 1930 weiter geführt.

### Vergrößerung der Firma und Vermarktung der Produkte
Bereits nach der Übertragung der „Gasser Fabrik“ in Ottakring beginnen Leopoldine und Johann Gasser mit dem Ausbau der Fabrik in Ottakring. Der damalige Standort der Gasser Fabrik war Festgasse Nr. 17 mit der dazugehörigen Ecke Ottakringer Hauptstraße (anno 2022 Ottakringer Platz Ecke Ottakringer Straße, ein Teil des Areals der „Ottakringer Brauerei“).
Auch die Produktpalette wurde stark vergrößert. Neben den Armee- und Jagdwaffen wurden Jagdrequisiten, leichte Damengewehre und vieles mehr angeboten. Im Sortiment befanden sich auch mit Ornamenten verzierte und Gold ausgelegte Revolver, deren Griffe aus Ebenholz oder Elfenbein gefertigt wurden. Ein besonderes Prunkstück der Firma Gasser wird heute im Kunsthistorischen Museum Wien aufbewahrt.
Seit der Inbetriebnahme der Weicheisengießerei in St. Pölten kamen auch viele Artikel, wie zum Beispiel Werkzeuge, Schlüssel, Maschinenteile oder Sporen dazu. Johann Gasser nützte auch moderne Möglichkeiten der Vermarktung seiner Erzeugnisse. Fotos von den Produkten wurden angefertigt. Es erschienen oftmalige Zeitungsannoncen in verschiedenen Zeitschriften und Magazinen und attraktive Einschaltungen in Adolph Lehmann´s Adressbuch.

### Die Firma Leopold Gasser auf der Wiener Weltausstellung 1873
1873 nahm die Firma „Leopold Gasser“ unter der Leitung von Johann Gasser als „Fabrik mit Auszeichnung“ an der Weltausstellung in Wien teil. Im sogenannten „Industrie-Palast“ (Abteilung Waffen) präsentierte die Firma Gasser eine „Revolver-Pyramide“ aus allen Revolver Typen der Firma. Auf dieser Ausstellung wurden nicht nur funktionelle Waffen gezeigt, sondern auch künstlerisch hochwertig ausgefertigte Stücke. Von einer internationalen Jury wurde der Firma Gasser die Fortschritts-Medaille der Wiener Weltausstellung 1873 zugesprochen. Als Kaiser Franz Josef I. die Weltausstellung besuchte, sprach er Johann Gasser seine höchste Anerkennung aus.

### Tätigkeiten in der Gemeinde Ottakring
Johann Gasser bekleidete mehrere Funktionen in der Gemeinde Ottakring. In der zweiten Wahlperiode 1873–1876 unter dem Bürgermeister Ignatz von Kuffner (1822–1882) wurde er in den Gemeindeausschuss gewählt und blieb dies über mehrere Wahlperioden. 1885 stiftete er die Glocke für die neue Friedhofskapelle in Ottakring. Er war auch Geschworener bei Gericht und Sachverständiger für Fragen die Waffen betreffen.

### Auszeichnungen und Ehrungen
Neben zahlreichen Auszeichnungen der Firma L. Gasser erhielt Johann Gasser das Goldene Verdienstkreuz mit der Krone. 1886 den fürstlich montenegrinischen Danilo-Orden und am 1. Dezember 1894 verlieh ihm der Kaiser Franz Josef das Ritterkreuz des Franz Josef-Ordens.
In St. Pölten wurde 1899 zum Andenken an Johann Gasser eine Straße nahe der ehemaligen Gasser Fabrik nach ihm benannt. Bis 1915 entsprach der Verlauf dieser Straße der heutigen Jahnstraße. 1915 wurde die östliche Parallelstraße der Jahnstraße als Johann-Gasser-Straße benannt.

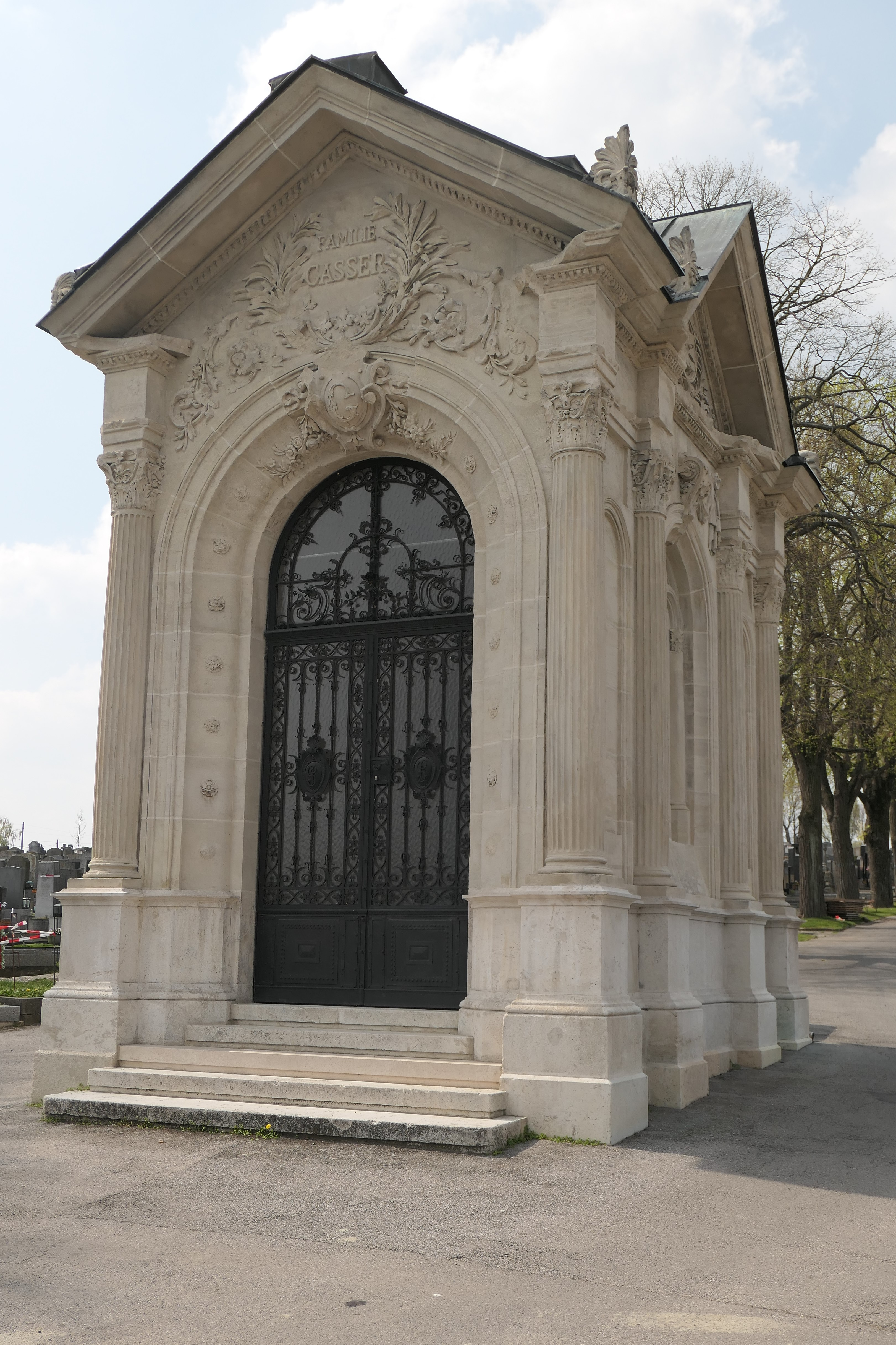
Gasser Mausoleum (Ottakringer Friedhof)

### Familie
Am 18. Mai 1872 heiratete Johann Gasser Leopoldine Gasser (1846–1893), die Witwe seines Bruders und Tochter des Ottakringer Büchsenmachers Josef Scheinigg (1816–1863). Zusammen hatten sie drei Kinder, nämlich Leopoldine (* 1882), Josef und Johann (* 1884), der kurz Hans genannt wurde. Nach dem Tod von Leopoldine Gasser im Jahre 1893 heiratete Johann Gasser 1894 die akademische Malerin Eugénie Heger (* 1861). 1895 kam deren gemeinsame Tochter Eugénie zur Welt.

### Zum Ableben von Johann Gasser
Johann Gasser starb am 16. Juli 1896 in seiner Villa auf dem Hammerweg in St. Pölten. Er wurde nach Ottakring überführt und am 18. Juli 1896 im Gasser Mausoleum auf dem Ottakringer Friedhof beigesetzt.